# Collegiale di Sant'Ursmaro
La collegiale di sant'Ursmaro è la più antica chiesa del Belgio. Sita nel territorio comunale di Lobbes, fu costruita nel IX secolo dai monaci dell'abbazia di Lobbes per ospitarvi le salme degli abati, tra i quali quella di sant'Ursmaro.

## Storia
Inizialmente, alla fine del VII secolo, i discepoli di san Landelino avevano eretto una modesta cappella in legno. Nel 698 sant'Ursmaro, abate di Lobbes, fece erigere ove oggi si trova la collegiale, un oratorio dedicato alla Vergine Maria, che avrebbe ospitato le numerose reliquie di santi in possesso dell'abbazia. Tra l'819 e l'823 l'abate Fulrado fece costruire, ove sorgeva l'oratorio, una nuova chiesa, che venne dedicata a sant'Ursmaro e nella cui cripta vi sono tuttora le pietre tombali degli abati di Lobbes e in particolare i sarcofagi originali dei due successori di san Landolino: sant'Ursmaro, deceduto nel 713, e sant'Erminio, successore di Ursmaro, deceduto nel 737. Inoltre vi è anche sepolto Raterio di Verona, monaco di Lobbes divenuto vescovo di Liegi.
Un capitolo di canonici vi fondò la loro collegiale nel 973 e vi rimasero fino al 1408, anno in cui il capitolo fu trasferito a Binche.

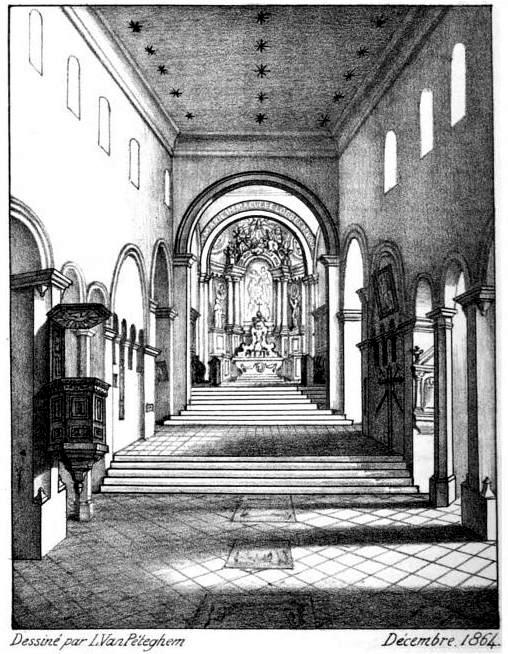
Collégiale di Sant'Ursmaro di Lobbes - l'interno secondo L. Van Pêteghem - dicembre 1864

Pare che la chiesa attuale, a parte il portico, la torre occidentale, il coro e la cripta, risalga all'inizio del IX secolo, in una data vicina a quella dell'elevazione delle reliquie di sant'Ursmaro nell'823; in una torre coperta da un tetto a quattro falde ricopriva la campata che precede l'attuale jubé.
Nell'XI secolo la chiesa, che minacciava di andare in rovina, venne rinnovata ed ampliata. Il coro e l'antica cripta vennero ricostruiti in stile romanico, tra il 1077 e il 1094, sotto l'abbaziato di Arnulfo che aggiunse la torre occidentale, con il suo piccolo porticato, e la cappella di San Nicola di Bari (cappella dei fedeli defunti). A lavori ultimati, Otberto, principe-vescovo di Liegi (diocesi dalla quale dipendeva l'abbazia) visitò Lobbes e consacrò la nuova pietra d'altare il 20 gennaio 1095.

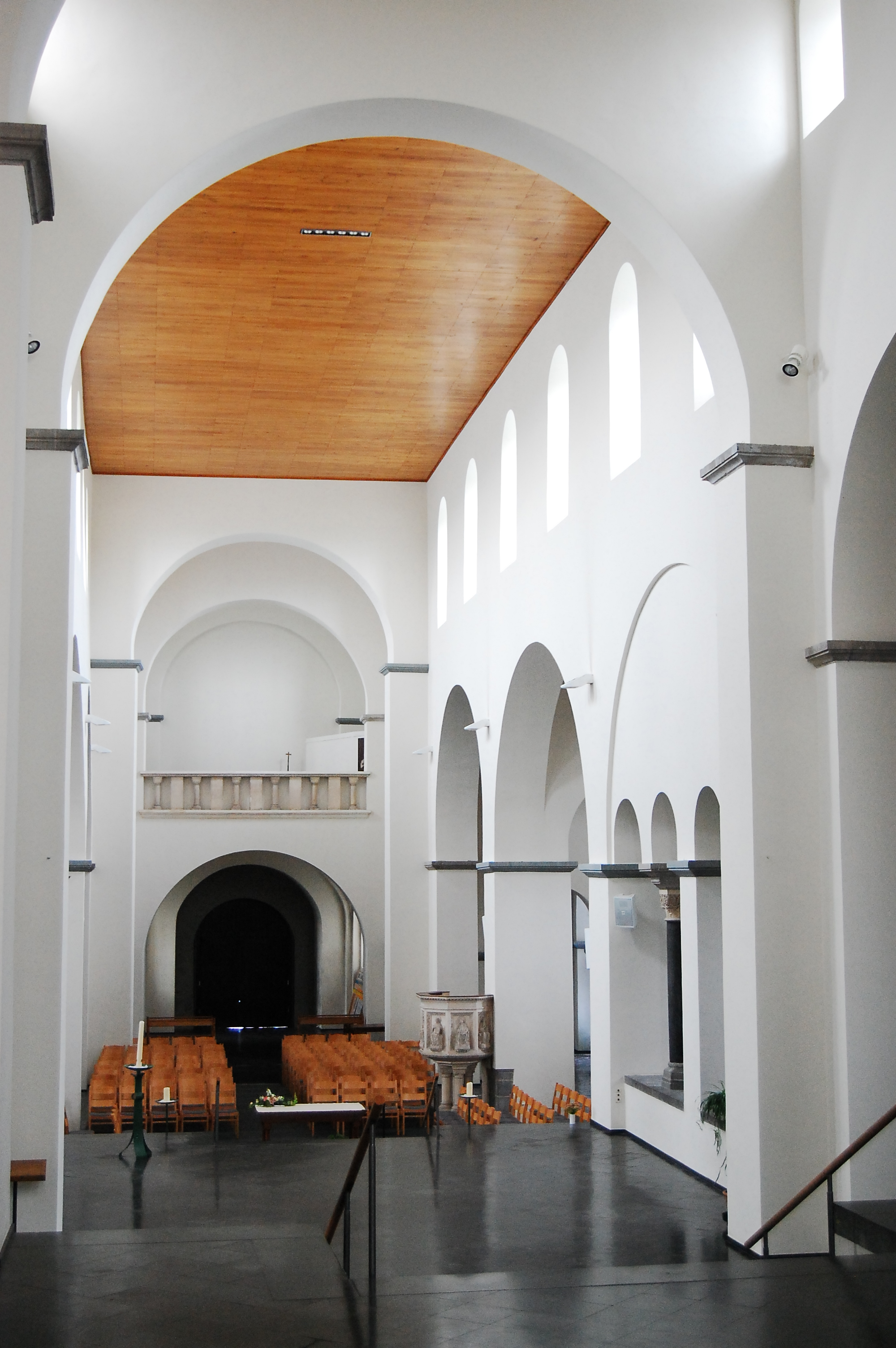
Navata della collegiale di Sant'Ursmaro (vista dal coro)

Nel corso dei secoli l'edificio subì trasformazioni che ne alterarono la sua architettura pre-romanica e romanica. La maggior parte delle finestrature in arco a tutto sesto furono rifatte con stile ogivale; la carpenteria visibile fu mascherata da un falso soffitto del XVIII secolo; la torre occidentale fu coperta inizialmente da una guglia piramidale e poi da una copertura a forma di campana al posto del sobrio tetto originale a padiglione.
Nel 1865 si assistette a un restauro generale, intrapreso dall'architetto Eugène Carpentier; fu allora che venne data alla chiesa un'unità di stile che non c'era probabilmente mai stata.  Fu costruita una flèche centrale nella crociera del transetto, che dà all'edificio una silhouette inusuale e discutibile; un mobilio neoromanico prese forma nella chiesa. Ogni pezzo di mobilio era decorato con statue, colonnette e fregi diversi. 
Si possono ammirare due pietre tombali scolpite in marmo: quelle degli abati G. Cordier e G. Caulier. Quattro sarcofagi dell'VIII secolo sono visibili nella cripta e una riproduzione gigante della Bibbia di Lobbes rammenta l'importanza del contributo che Lobbes ha apportato agli sforzi di rinascimento culturale dell'Alto Medioevo.

## Altre immagini della collegiale

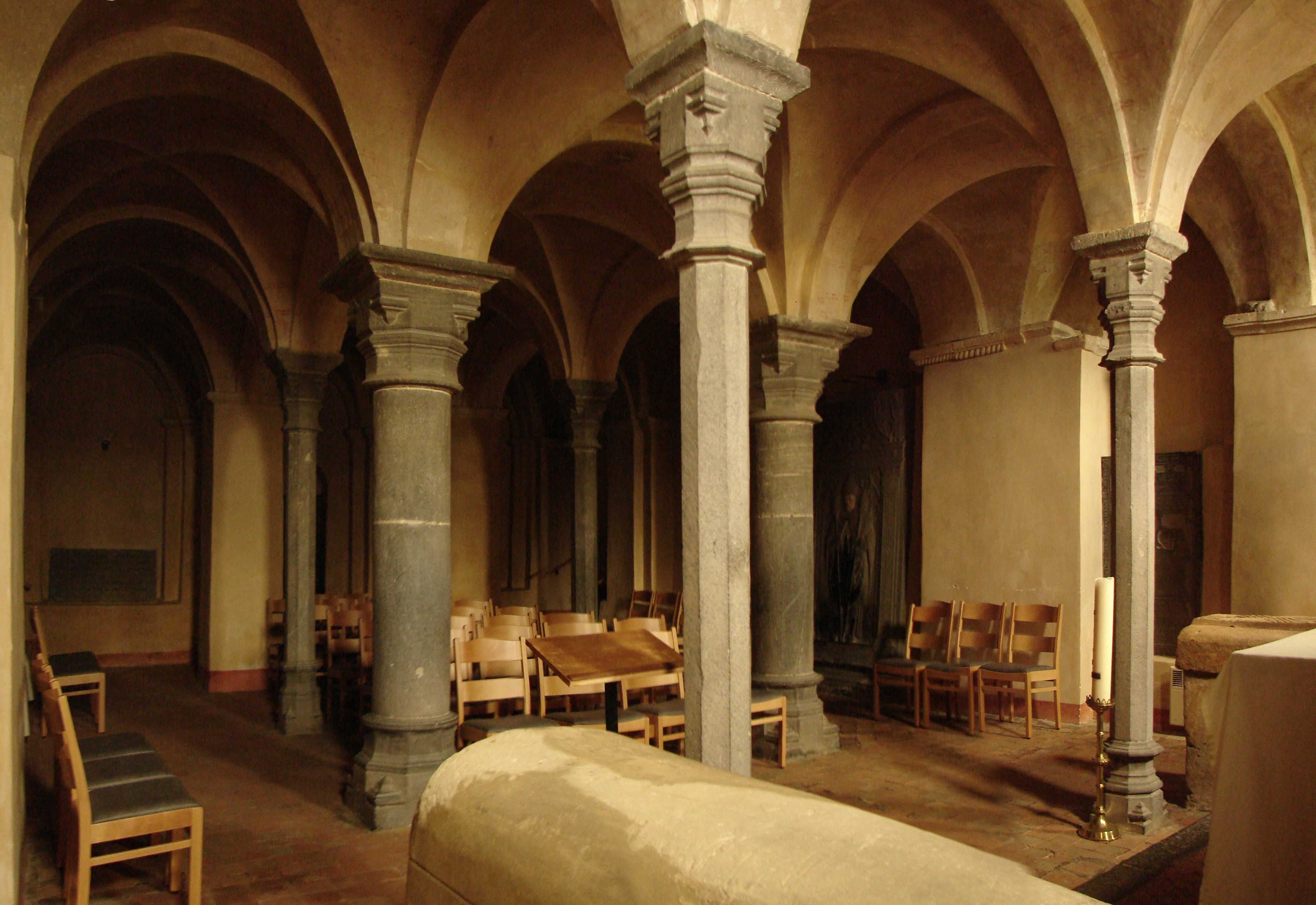
Cripta della Collegiale di sant'Ursmaro
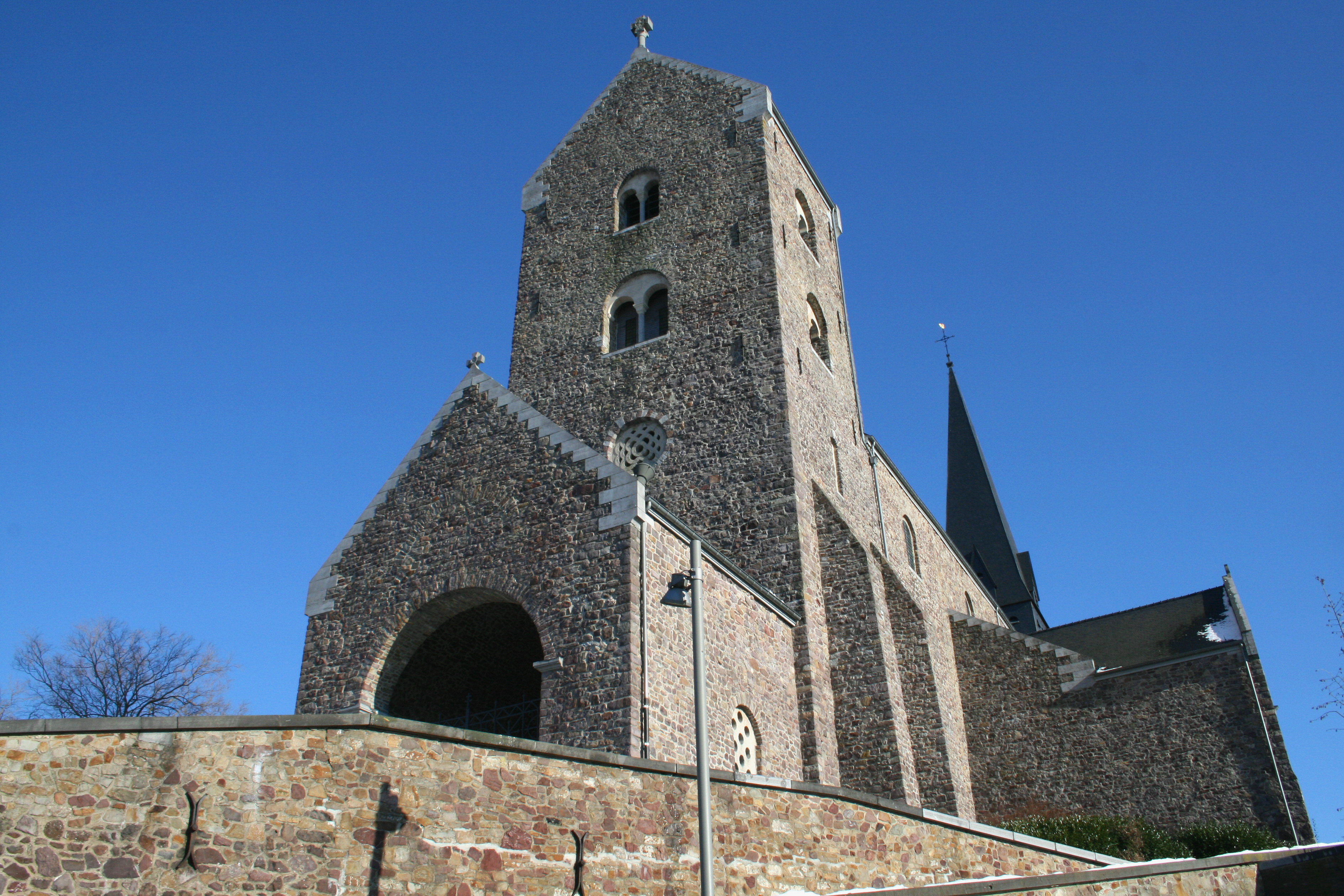
Veduta della Collegiale di sant'Ursmaro
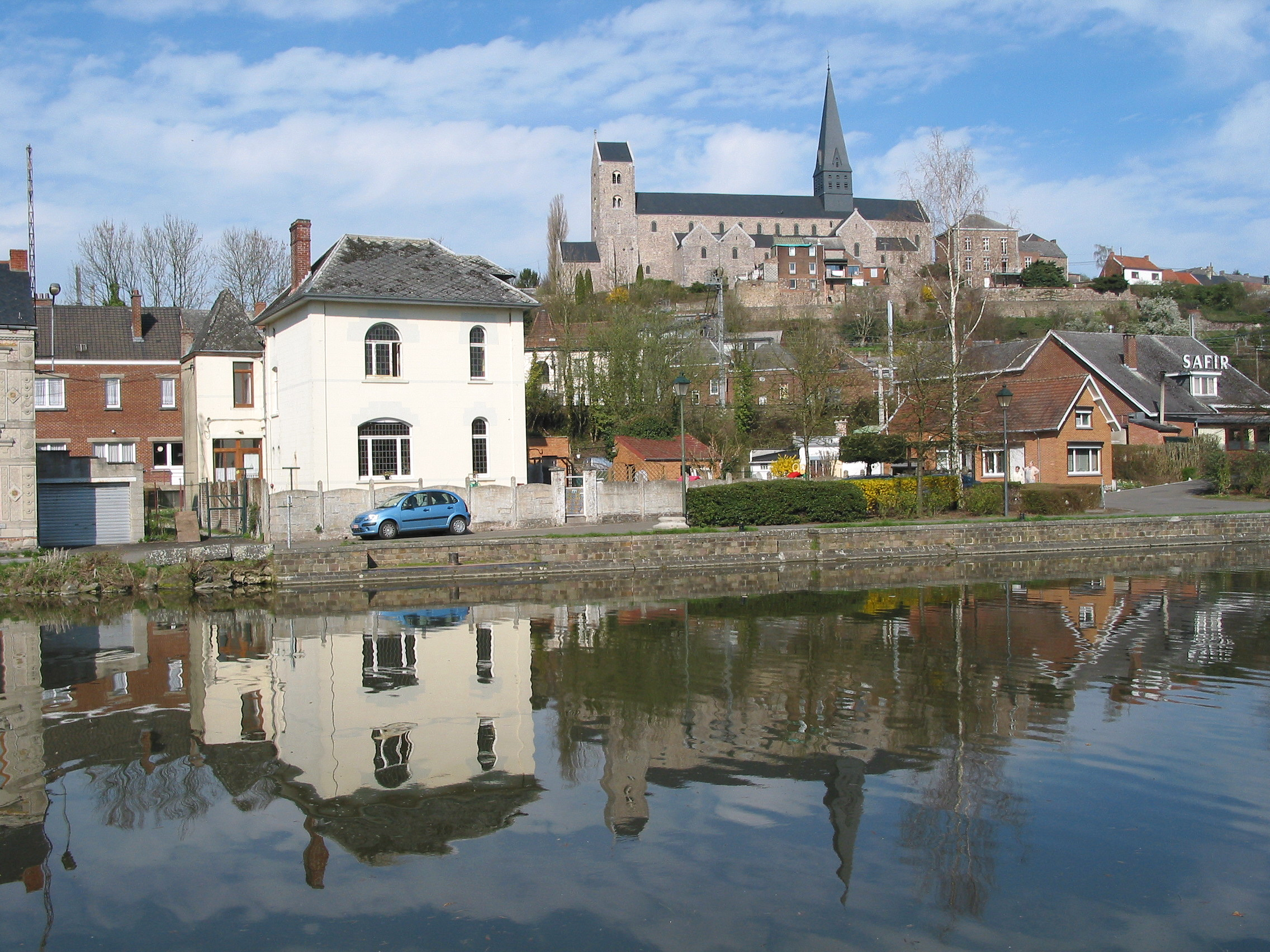
La Collegiale dalla riva della Sambre